# بید علفی کوهستانی
بید علفی کوهستانی، علف خر کوهستانی (نام علمی: Epilobium montanum) نام یک گونه (زیست‌شناسی) از سرده بید علفی است.